# Lorry-Mardigny
Lorry-Mardigny ist eine französische Gemeinde mit 678 Einwohnern (Stand 1. Januar 2022) im Département Moselle in der Region Grand Est (bis 2015 Lothringen). Die Bewohner werden Loreymardéniens und Loreymardéniennes genannt.

## Geographie
Die Gemeinde Lorry-Mardigny liegt in Lothringen, etwa 16 Kilometer südöstlich von Metz, neun Kilometer westlich von Verny und neun Kilometer nördlich von Pont-à-Mousson in den Hügeln östlich des nahen Moseltales.
Die in Nord-Süd-Richtung verlaufende Autoroute A31 führt durch das Gebiet der Gemeinde.

## Geschichte
Die Ortschaft gehörte früher zum Bistum Metz. Die aus dem 12. Jahrhundert stammende, aber mehrfach umgeänderte Heiligkreuz-Kirche hatte einst als Wehrkirche gedient und war mehrfach belagert worden. Von dem romanischen Bau der Kirche stehen nur noch die Ostteile und der Turm. 1418 wurde der Ort als Lorey-sous-Froimont erwähnt.
Im Jahr 1552 wurde der Ort zusammen mit der Metzer Region von Frankreich besetzt und annektiert, das sich den Besitz im Westfälischen Frieden bestätigen ließ.  Die  Dörfer Lorry und Mardigny wurden 1810 zur Gemeinde Lorry-devant-le-Pont (Pont = Pont-à-Mousson) zusammengeschlossen.
Durch den Frankfurter Frieden vom 10. Mai 1871 kam die Region an das deutsche Reichsland Elsaß-Lothringen, und die Gemeinde wurde unter dem Namen Lorry-Mardigny dem Landkreis Metz im Bezirk Lothringen zugeordnet. Die Dorfbewohner betrieben Getreide-, Obst- und Weinbau sowie Viehzucht.
Nach dem Ersten Weltkrieg musste die Region aufgrund der Bestimmungen des Versailler Vertrags 1919 an Frankreich abgetreten werden. Im Zweiten Weltkrieg war die Region von der deutschen Wehrmacht besetzt. Am 13. November 1940 wurden sämtliche Einwohner evakuiert. Gegen Kriegsende wurde die Ortschaft von westalliierten Streitkräften eingenommen und dabei fast völlig zerstört. Im Frühjahr 1945 konnten die Einwohner Lorry-Mardignys in ihr Dorf zurückkehren.
Von 1915 bis 1919 trug der Ort den Namen Lorringen-Mardeningen und 1940–1944 Lörringen-Mardeningen.

### Demographie
| Jahr      | 1962 | 1968 | 1975 | 1982 | 1990 | 1999 | 2007 | 2019 |
| Einwohner | 337  | 341  | 347  | 373  | 449  | 490  | 572  | 657  |

## Sehenswürdigkeiten
- Pfarrkirche Saint-Laurent aus dem 12. Jahrhundert und teilweisem Neubau Mitte des 19. Jahrhunderts, Teile des 12. Jahrhunderts seit 1997 als Monument historique eingeschrieben
- Kirche Sainte-Croix aus dem 13. und dem 15. Jahrhundert, seit 1889 als Monument historique klassifiziert
- Schloss Lorry aus dem 18. Jahrhundert, Schloss mit Park und Umfassungsmauern seit 1993 als Monument historique eingeschrieben
- Schloss Mardigny, errichtet in mehreren Projekten aus dem 16. bis 19. Jahrhundert, seit 1963 in Teilen als Monument historique klassifiziert, seit 1984 in restlichen Teilen eingeschrieben
- Kapelle Notre-Dame-de-la-Salette

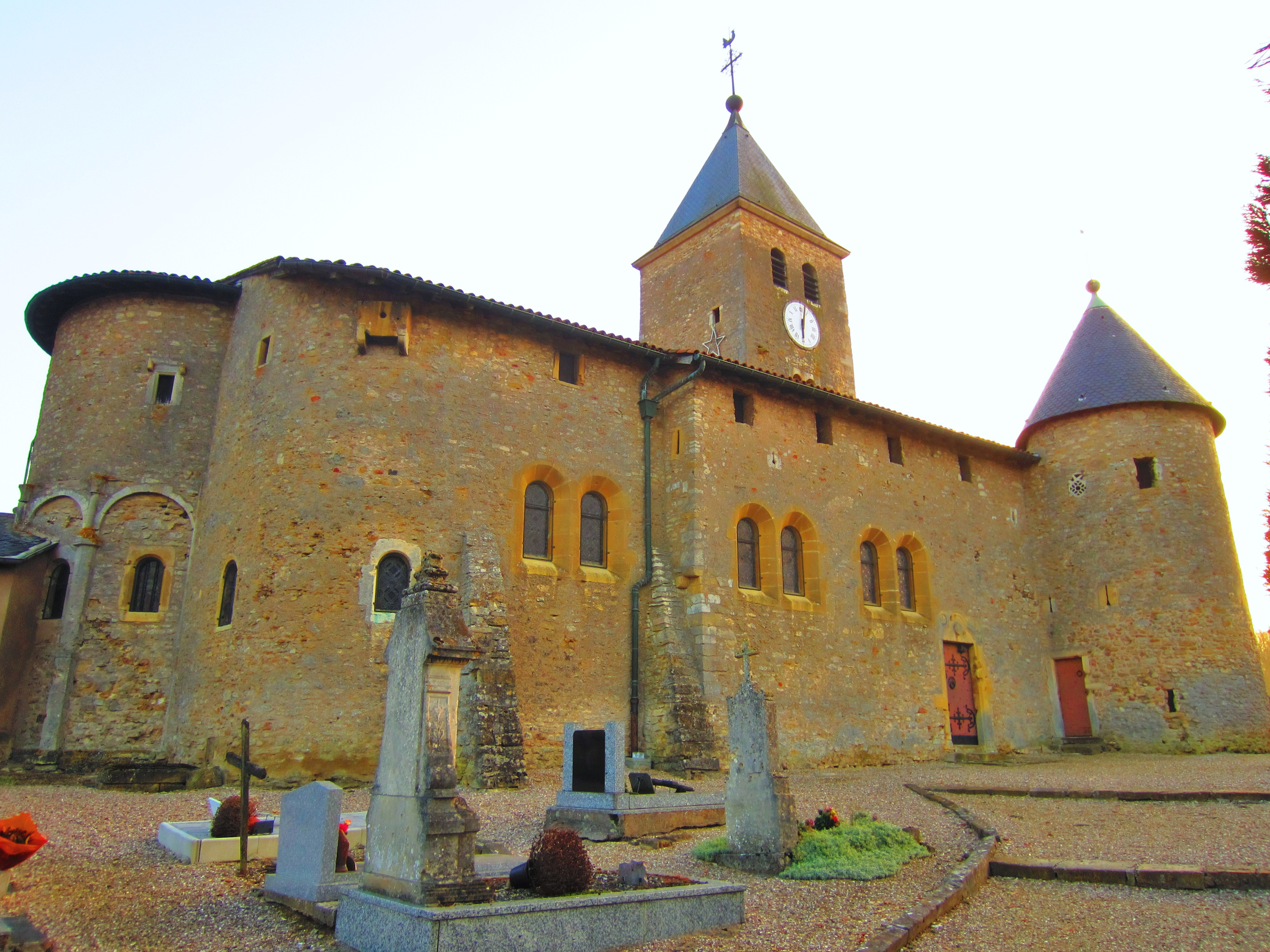
Heiligkreuz-Kirche, mit romanischen Gebäudeteilen des 12. Jahrhunderts
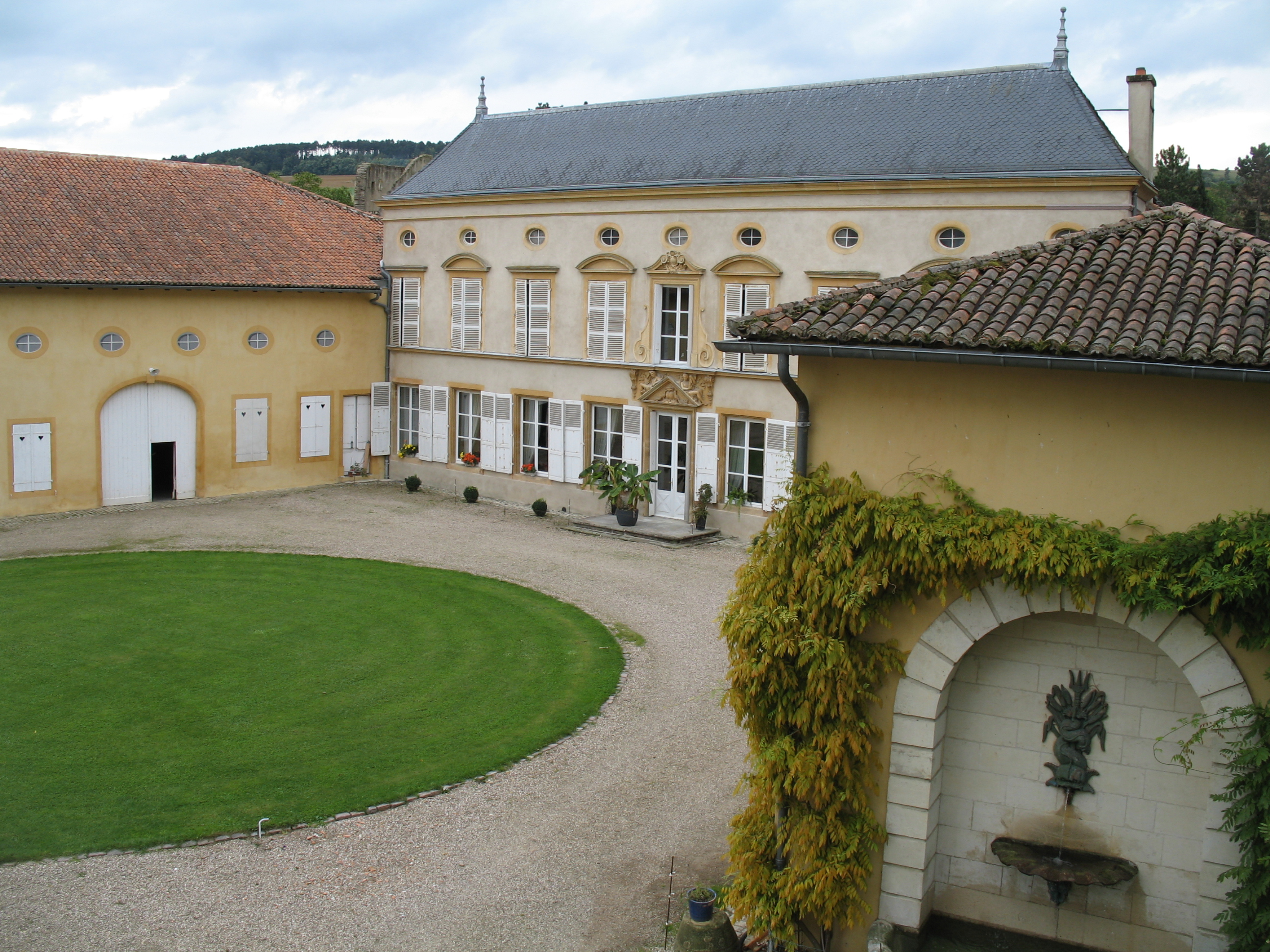
Schloss Mardigny
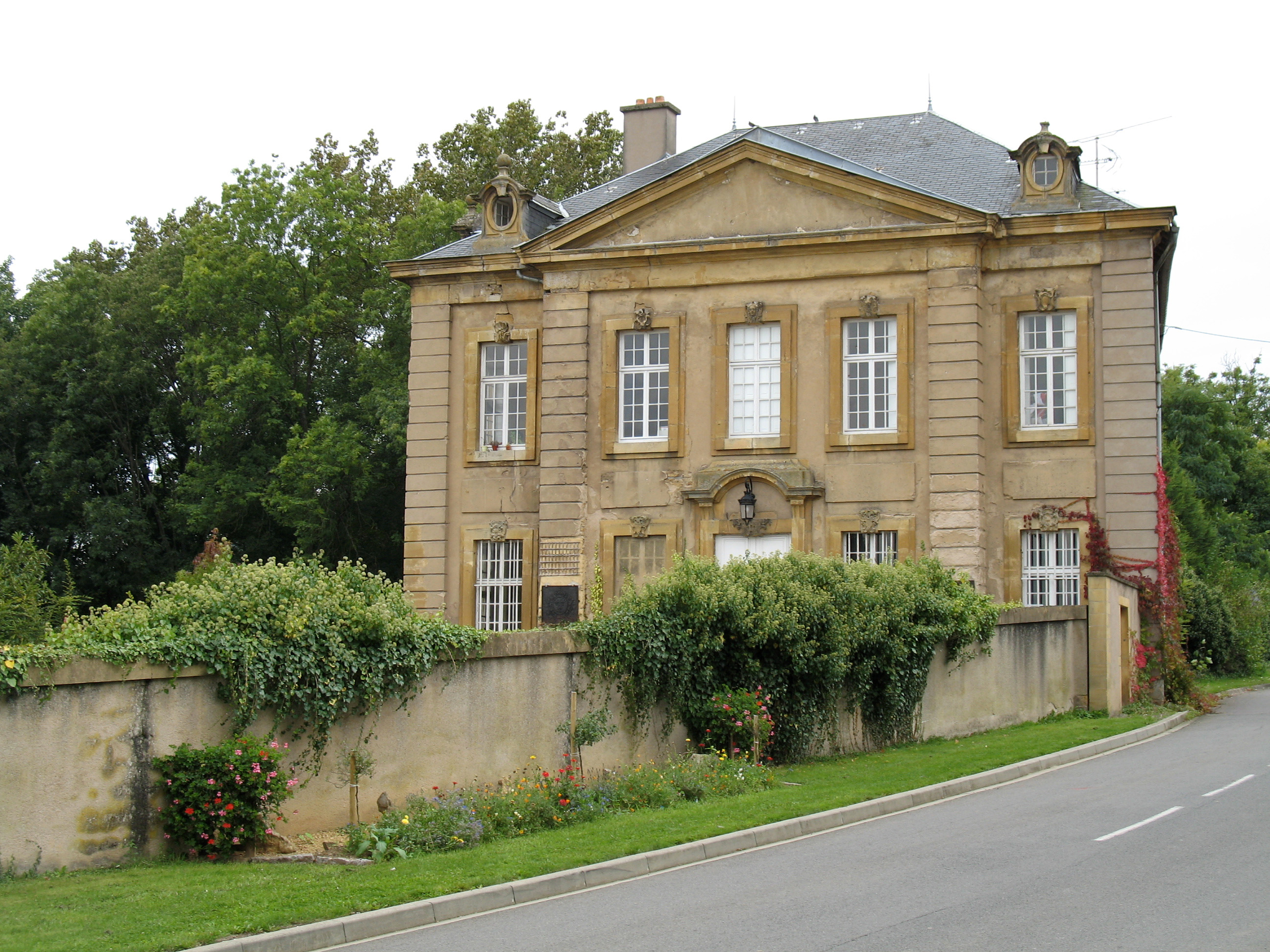
Schloss Lorry
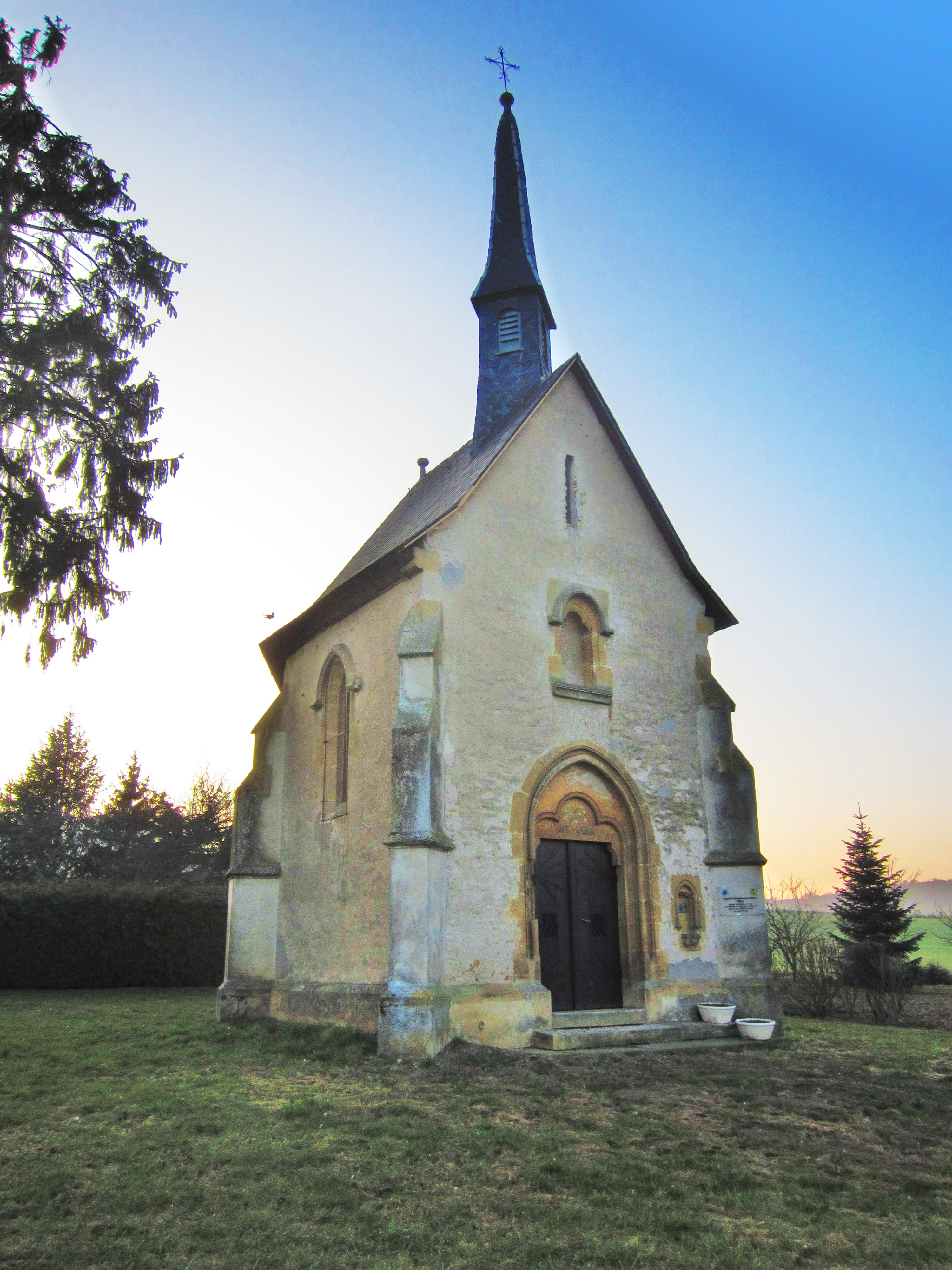
Kapelle Notre-Dame-de-la-Salette